# Dans la nuit (film, 1930)
Pour les articles homonymes, voir Dans la nuit.
Pour plus de détails, voir Fiche technique et Distribution.
Dans la nuit est un film muet français réalisé par Charles Vanel, tourné en 1929 et sorti en 1930. 
Le film fut achevé au moment de l'apparition des premiers films parlants. Face à cette nouvelle concurrence, il n'est pas resté en salles longtemps après ses débuts le 16 mai 1930. Quand les bobines ont été redécouvertes et numérisées en 2021, Dans la Nuit fut proclamé « le dernier film muet français ». Il est certainement l'un des derniers.

## Synopsis
Un ouvrier carrier se marie et vit son bonheur conjugal.
Un jour, une explosion sur son lieu de travail le défigure. Désormais contraint de porter un masque, il est rejeté par sa femme qui est alors attirée par un autre homme.

## Fiche technique
- Titre : Dans la nuit
- Réalisateur : Charles Vanel
- Assistants-réalisateurs : Jean Cassagne et Léo Joannon
- Scénario : Charles Vanel
- Photographie : Georges Asselin et Marc Bujard
- Musique de la version restaurée en 2021 : Louis Sclavis
- Décors : Armand Bonamy
- Société de production : Les Films Fernand Weill
- Directeur de production : George O'Messerly
- Pays d'origine :  France
- Format : Noir et blanc — 35 mm — 1,33:1 — Muet
- Genre : Film dramatique
- Durée : 76 minutes

## Distribution
- Charles Vanel : l'ouvrier carrier
- Sandra Milowanoff : sa femme

## Production

### Tournage
Le film a été tourné dans le Bugey (région de l'Ain), dans les villages de Jujurieux et Boyeux-Saint-Jérôme, le père de Charles Vanel ayant longtemps vécu dans ce dernier. Une des rues de Boyeux-Saint Jérôme porte le nom du réalisateur en témoignage de son passage.

## Critique
Au moment d'une diffusion télévisée, présentant le film tel qu'il fut restauré en 2021, Guillemette Olivier-Odicino écrivait dans Télérama :
« Grâce au travail conjugué de la Cinémathèque française et de l'Institut Lumière (l'une sauva la pellicule, l'autre la restaura), on a découvert que Charles Vanel, grand acteur à la longévité record (soixante-quinze ans de carrière !), fut réalisateur ; et un très grand. À trente-sept ans, il écrit et tourne Dans la nuit, jugeant que « la dépense d'énergie d'un acteur est celle d'un enfant et celle d'un metteur en scène est celle d'un adulte ». Son sens du cadrage, du montage, son audace dans les travellings démontrent, en effet, une hallucinante maturité. Vanel capte la lumière crue, le bonheur simple d'un repas de noces sous la treille. La caméra s'emballe, virevolte autour des acteurs massés dans la carriole qui les mène à la foire du village. La liesse populaire explose, le parfum du printemps enivre. On pense à Renoir et à Grémillon. Et ce moment de grâce où le jeune marié, épuisé, n'ose pas réveiller sa tendre, endormie sur ses genoux... Quand le masque du malheur voile le film de noir et le plonge dans la fureur tragique, Vanel embellit le sordide par la poésie horrifique, à la manière de Franju ; jusqu'à la surprise finale, dans une brassée de fleurs des champs... Sorti en même temps que Le Chanteur de jazz, le premier film parlant, Dans la nuit fut totalement ignoré. Charles Vanel renonça à la mise en scène. À la vue de cette merveille, son découragement semble impardonnable. »